# Nagroda Literacka Miasta Radomia

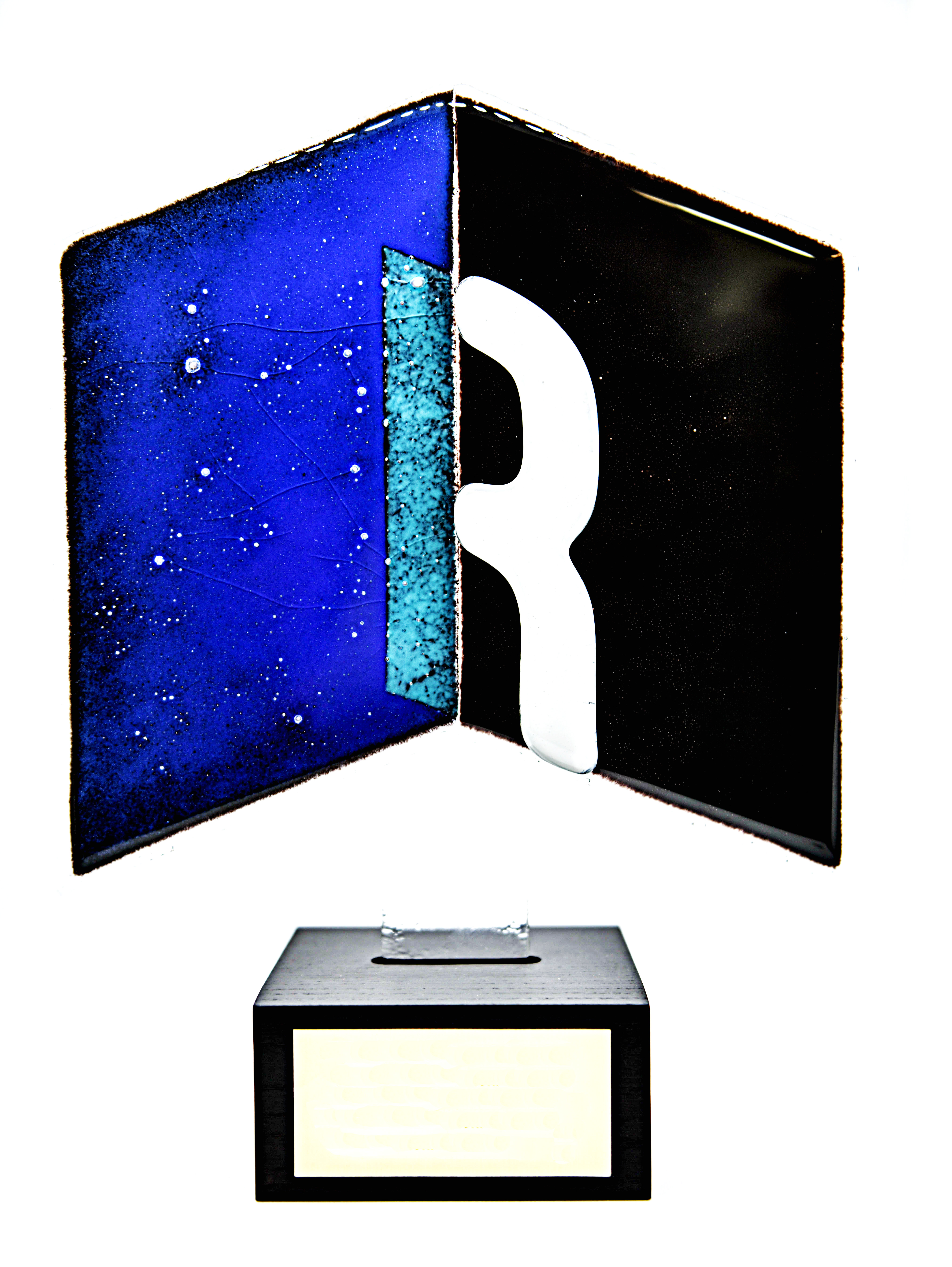
Statuetka Nagrody Literackiej Miasta Radomia

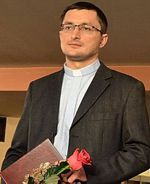
Szczepan Kowalik, Laureat Nagrody Literackiej Miasta Radomia 2013 w kategorii książka naukowa/popularnonaukowa.

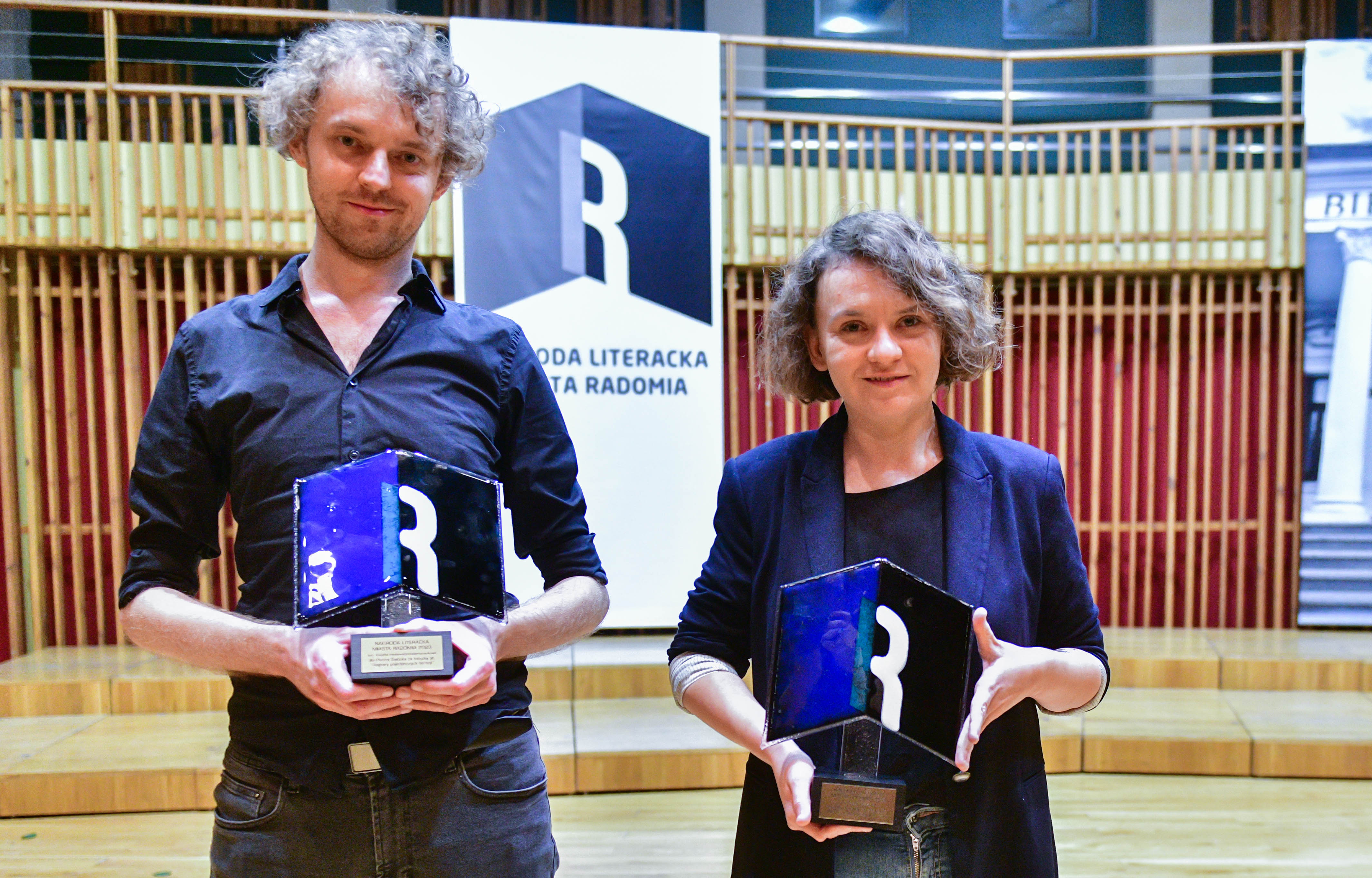
Olga Górska (kat. książka literacka) oraz Piotr Sadzik (kat. książka naukowa/popularnonaukowa) Laureaci Nagrody Literackiej Miasta Radomia 2023.

Nagroda Literacka Miasta Radomia - nagroda przyznawana w cyklu dwurocznym autorom książek związanych z Radomiem i regionem radomskim poprzez poruszaną w nich tematykę lub osobę twórcy bądź twórców. Po raz pierwszy została przyznana w 2009 przez Miejską Bibliotekę Publiczną im. J.A. i A.S. Załuskich w Radomiu. Jej fundatorami są Prezydent m. Radomia. Początkowo obejmowała dwie kategorie: książka literacka i książka naukowa/popularnonaukowa. W 2017 NLMR przyznano także w odrębnej kategorii - Nagroda Osobna, do której zaliczono te publikacje, których nie można zakwalifikować do poprzednio przewidzianych rodzajów twórczości literackiej. Nagroda przyznawana jest w formie pieniężnej, w kwocie 10 000 zł w każdej z kategorii. O przyznaniu nagrody decyduje Jury konkursowe, którego skład jest zmienny i powoływany rozporządzeniem Prezydenta m. Radomia. 

## Zasady zgłoszeń i nominacji
Kandydatów do nagrody może zgłaszać każdy, ale tylko w formie pisemnej. Zgłoszenie powinno zawierać nazwisko autora/autorów, tytuł i rok publikacji pierwszego wydania, dane kontaktowe zgłaszającego, uzasadnienie, w którym zostaną wskazane związki z miastem lub regionem oraz oznaczenie kategorii zgłaszanego tytułu. Do zgłoszenia należy dołączyć co najmniej 5 egz. książki. Zgłoszenia należy nadsyłać na adres organizatora, którym jest Miejska Biblioteka Publiczna w Radomiu.

## Zdobywcy Nagrody
2023
- książka literacka - Olga Górska za książkę: "Nie wszyscy pójdziemy do raju" wyd. Drzazgi
- książka naukowa/popularnonaukowa - Piotr Sadzik za książkę „Regiony pojedynczych herezji” wyd. Austeria

Jury: prof. dr hab. Arkadiusz Bagłajewski – przewodniczący, dr Adam Duszyk, dr hab. prof. nadzw. Ewa Kołodziejczyk, Agnieszka Jelonek, Michał Nogaś. 
2021
- książka literacka - Agnieszka Jelonek za książkę Koniec świata, umyj okna
- książka naukowa/popularnonaukowa - Michał Nogaś za książkę Z niejednej półki. Wywiady

Jury: prof. dr hab. Arkadiusz Bagłajewski – przewodniczący, dr Adam Duszyk, dr hab. prof. nadzw. Ewa Kołodziejczyk, Anna Skubisz-Szymanowska, Ziemowit Szczerek, Tomasz Tyczyński
2019
- książka literacka - Ziemowit Szczerek za książkę Siwy dym albo pięć cywilizowanych plemion,
- książka naukowa/popularnonaukowa - Anna Spólna za książkę Dialogi z Mickiewiczem,
- Nagroda Specjalna - Sebastian Piątkowski za całokształt z uwzględnieniem monografii Radom w latach wojny i okupacji niemieckiej (1939-1945)

Jury: dr hab. Arkadiusz Bagłajewski - przewodniczący, dr Adam Duszyk, dr hab. prof. nadzw. Ewa Kołodziejczyk, Zbigniew Kruszyński, Sebastian Równy, Tomasz Tyczyński. 
2017
- książka literacka - Monika Sznajderman za wspomnienia Fałszerze pieprzu. Historia rodzinna,
- książka naukowa/popularnonaukowa - Łukasz Krzyżanowski za książkę Dom, którego nie było. Powroty ocalałych do powojennego miasta,
- Nagroda Osobna - Mieczysław Szewczuk za katalog Żyć Sztuką: kolekcja sztuki współczesnej Muzeum im. Jacka Malczewskiego w Radomiu. Malarstwo, rysunek, rzeźba, grafika, fotografia, obiekty,

Jury: dr hab. Arkadiusz Bagłajewski - przewodniczący, dr Adam Duszyk, Zbigniew Kruszyński, Sebastian Równy, dr Anna Spólna, Tomasz Tyczyński.
2015
- książka literacka - Zbigniew Kruszyński za powieść Kurator[4],
- książka naukowa/popularnonaukowa - Ewa Kołodziejczyk za książkę Amerykańskie powojnie Czesława Miłosza,

Jury:
- dr hab. Arkadiusz Bagłajewski (przewodniczący), dr Adam Duszyk, Sebastian Równy, dr Anna Spólna, Michał Sobol, Tomasz Tyczyński.

2013
- książka literacka - Michał Sobol za tom poezji Pulsary,
- książka naukowa/popularnonaukowa - Szczepan Kowalik za rozprawę Konflikt wyznaniowy w Wierzbicy. Niezależna parafia w polityce władz PRL (1962-1977),

Jury: dr Jarosław Klejnocki (przewodniczący), Zbigniew Kruszyński, dr hab. Dariusz Kupisz, Anna Skubisz-Szymanowska, dr Anna Spólna, Krystyna Joanna Szymańska.
2011
- książka literacka - nie przyznano,
- książka naukowa/popularnonaukowa - Dariusz Kupisz za książkę Rody szlacheckie ziemi radomskiej[5],
- Nagroda specjalna czasopisma "OK!Magazyn" (patrona medialnego Nagrody) - Radomskie Towarzystwo Fotograficzne za album 50 lat Radomskiego Towarzystwa Fotograficznego. 1961-2011

Jury: dr Żaneta Nalewajk (przewodnicząca), dr hab. Jan Bujanowski, dr Sebastian Piątkowski, Anna Skubisz-Szymanowska, dr Anna Spólna, Krystyna Joanna Szymańska.
2009
- książka literacka - Bernard Gotfryd za zbiór opowiadań Widuję ich w snach[6],
- książka naukowa/popularnonaukowa - Jerzy Sekulski za Encyklopedię Radomia[7],
- Nagroda specjalna czasopisma "Ok!Magazyn" (patrona medialnego konkursu) - Magdalena Orzeł za książkę Dublin. Moja polska karma,

Jury: dr Anna Spólna (przewodnicząca), prof. Stanisław Zbigniew Kamieński, Dorota Koman, dr Agata Morgan, dr Sebastian Piątkowski, Anna Skubisz-Szymanowska.